# Transgender

Nejrozšířenější varianta transgender vlajky, používané komunitou a organizacemi k reprezentování transgender osob

Transgender (či zkráceně jen trans) je adjektivum používané pro označení lidí, jejichž genderová identita není v souladu s biologickým pohlavím, které jim bylo určeno při narození. Pokud tito lidé touží po chirurgické tranzici („změně pohlaví“), mohou se identifikovat jako transsexuálové, mnoho samotných trans lidí má však s tímto výrazem problém, kvůli jeho mylné vazbě na sexualitu, a upřednostňuje proto označení transgender muž/žena či jen zkráceně trans muž/žena. Termín transgender je současně zastřešujícím označením pro osoby, které se neidentifikují výlučně maskulinně či femininně, tj. vymykají se klasickému binárnímu rozdělení muž–žena (nebinární). Výhradně však nezahrnuje intersex osoby, jejichž vnitřní nebo vnější pohlavní orgány jsou odlišné od typicky mužských či ženských, a crossdressery (drag queens), přestože i tyto osoby mohou být trans.
Transgenderová identita nemá vliv na sexuální orientaci; trans lidé se mohou identifikovat jako heterosexuální, homosexuální, bisexuální nebo asexuální. Protikladem termínu transgender je cisgender, tedy osoba, jejíž genderová identita odpovídá pohlaví, které jí bylo určeno při narození.
Někteří trans lidé se potýkají s tzv. genderovou dysforií (rodovou rozladou), tj. diskomfortem, způsobovaným rozporem mezi svým tělem a genderovou identitou, a někteří z tohoto důvodu vyhledávají léčebné procedury, jakými jsou hormonální terapie, operativní změna pohlaví, chirurgický zákrok nebo psychoterapie. Ne všichni trans lidé ale po těchto procedurách touží, někteří je nemohou podstoupit z finančních nebo lékařských důvodů.
Trans lidé mají podle prestižního časopisu The Lancet dvojnásobnou pravděpodobnost úmrtí oproti cisgenderovým lidem a mezi lety 1972 a 2018 nebyl zaznamenán její zřetelný pokles. Studie zkoumala 4,5 tisíce trans lidí navštěvujících amsterdamskou kliniku a porovnávala údaje s nizozemskou dospělou populací.

## Historie
V současnosti je pojem "transgender" chápán jako výraz vnitřního prožívání a identity. Až do závěru 20. století ale naprostá většina  relevantních historických informací pochází z medicínských a antropologických záznamů a je psána "z vnějšku", z pohledu osoby, která je sama genderově konformní. Zároveň se pojetí genderu a souvisejících společenských rolí liší mezi kulturami i v čase. Aplikovat moderní pojem "transgender" na jakoukoliv konkrétní historickou osobu či skupinu osob je proto vždy více nebo méně problematické. Dostupné záznamy ale potvrzují, že napříč časem i kulturami nacházíme lidi, kteří alespoň navenek projevovali znaky, které dnes spojujeme s trans lidmi.
Někteří historikové považují římského císaře  Elagabalua za trans člověka. Zdroje uvádějí, že Elagabalus se oblékal žensky, upřednostňoval oslovení "paní" před "pane" a mohl dokonce vyhledat primitivní variantu  operativní změny pohlaví
Celá řada světových kultur má tradiční roli pro  třetí pohlaví, některé z nich jsou živé i v současnosti. V Hippokratovské sbírce najdeme popis "nemoci Skytů" (odkazující na Enary), kterou připisuje impotenci způsobené jízdou na koni bez třmenů. Tento zdroj byl znám a diskutován v lékařský textech 16. - 18. století.  Pierre Petit( en ) ve svém spisu z roku 1596 považoval "nemoc Skytů" za přirozenou variaci, ale v 18. století byla již považována za "melancholii" nebo "hysterickou" duševní nemoc. Na počátku 19. století byli trans lidé (nezávisle od Hippokratova popisu) považování za obecně známý, ač zřídka popisovaný jev. Od počátku 19. století byli trans ženy i muži uváděni v záznamech evropských ústavů pro duševně choré. Jedna z nejranějších doložených genderově nekonformních osob v Americe byla služebná  Thomas(ine) Hall( en). Nejlépe popsaným případem z tohoto období je pak Chevalier d'Éon (1728––1810), francouzský diplomat. Oblékání se ve stylu opačného pohlaví (crossdressing) se na konci 19. století stalo více rozšířeným a spolu s tím se rozšířily i diskuze o trans lidech a úvahy pokoušející se vysvětlit původ trans lidí. Velká část textů pocházele z Německa odkud se šířila k širšímu západnímu publiku. Crossdressing byl do závěru 19. století vnímán pragmaticky pro svou roli v satiře či utajení. Ale od druhé poloviny 19. století začaly být crossdressing i trans identity považovány za čím dál větší ohrožení společnosti.
Na americkém kontinentě  William A. Hammond( en) v roce 1882 popsal trans Pueblo "šamany" (mujerados), a srovnával je s "nemocí Skytů". I další autoři pozdního 18. a 19. století (včetně Hammondových kolegů z American Neurological Association( en)) si všimli, že mezi domorodým obyvatelstvem jsou široce rozšířené transgenderové kulturní zvyklosti. Vysvětlení se různila, ale autoři obecně nepřipisovali těmto zvykům psychiatrické příčiny --- spíše je odsuzovali z morálního a náboženského pohledu. Až do konce druhé světové války představovala v Americe diskuze o domorodém obyvatelstvu velkou část, ne-li většinu vší pozornosti věnované trans tématům .
Nový pohled na téma se začal objevovat na konci 19. století v německu v práci Magnuse Hirschfelda. Hirschfeld v roce 1910 zavedl pojem "transvestit", inspirován francouzským slovem stejného významu travesti,. Jeho práce vedla k založení Berlínského  Institut für Sexualwissenschaft(en) v roce 1919. Hirscheldův odkaz je dnes hodnocen rozporuplně, ale v porozumění trans lidem představoval revoluci. Institut byl zničen, když se v roce 1933 dostali k moci nacisté a jeho výzkumné výstupy byly spáleny spolu s dalšími knihami. Diskuze o trans lidech zmizela z veřejného prostoru až do období po druhé světové válce. A když se tématu znovu dostalo pozornosti, šlo spíše o pohled forenzní psychologie než o pohled sexuologický, který byl vlastní ztracenému německému výzkumu.

## Transgender osoby v České republice
Česká republika se řadí mezi 13 zemí Evropské unie, které pro uznání úřední změny pohlaví vyžadují ověřenou sterilizaci osoby. V dubnu 2017 Evropský soud pro lidská práva vydal rozsudek o porušování Evropské úmluvy o ochraně lidských práv a základních svobod souvisejícím s transgender osobami. Soud v rozsudku konstatoval, že sterilizace transgender osob odůvodněné změnou úředního pohlaví porušuje článek 8, právo na respektování soukromého a rodinného života. Dne 7. května 2024 vydal Ústavní soud České republiky rozsudek, ve kterém rozhodl, že povinnost sterilizace pro úřední změnu pohlaví je porušením tělesné integrity a osobní autonomie ve spojení s lidskou důstojností. Parlament České republiky dostal podle Ústavního soudu lhůtu do 30. června 2025 ke stanovení nových pravidel pro legální změnu pohlaví.